# Běh na lyžích na Zimních olympijských hrách 1994
Běh na lyžích na Zimních olympijských hrách 1994 v Lillehammeru.

## Medailové pořadí zemí
| Pořadí | Země             | Zlato | Stříbro | Bronz | Celkově |
| ------ | ---------------- | ----- | ------- | ----- | ------- |
| 1.     | Norsko (NOR)     | 3     | 4       | 1     | 8       |
| 2.     | Itálie (ITA)     | 3     | 2       | 4     | 9       |
| 3.     | Rusko (RUS)      | 3     | 1       | 1     | 5       |
| 4.     | Kazachstán (KAZ) | 1     | 2       | 0     | 3       |
| 5.     | Finsko (FIN)     | 0     | 1       | 4     | 5       |
|        | Celkem           | 10    | 10      | 10    | 30      |

## Medailisté

### Muži
| Disciplína        | Zlato                                                                                | Výkon     | Stříbro                                                                         | Výkon     | Bronz                                                                          | Výkon     |
| ----------------- | ------------------------------------------------------------------------------------ | --------- | ------------------------------------------------------------------------------- | --------- | ------------------------------------------------------------------------------ | --------- |
| 10 km klasicky    | Bjørn Dæhlie · Norsko (NOR)                                                          | 24:20,1   | Vladimir Smirnov · Kazachstán (KAZ)                                             | 24:38,3   | Marco Albarello · Itálie (ITA)                                                 | 24:42,3   |
| 30 km volně       | Thomas Alsgaard · Norsko (NOR)                                                       | 1:12:26,4 | Bjørn Dæhlie · Norsko (NOR)                                                     | 1:13:13,6 | Mika Myllylä · Finsko (FIN)                                                    | 1:14:14,5 |
| 50 km klasicky    | Vladimir Smirnov · Kazachstán (KAZ)                                                  | 2:07:20,3 | Mika Myllylä · Finsko (FIN)                                                     | 2:08:41,4 | Sture Sivertsen · Norsko (NOR)                                                 | 2:08:49,0 |
| stíhací závod     | Bjørn Dæhlie · Norsko (NOR)                                                          | 1:00:08,8 | Vladimir Smirnov · Kazachstán (KAZ)                                             | 1:00:38,0 | Silvio Fauner · Itálie (ITA)                                                   | 1:01:48,6 |
| štafeta 4 × 10 km | Itálie (ITA) · Maurilio De Zolt · Marco Albarello · Giorgio Vanzetta · Silvio Fauner | 1:41:15,0 | Norsko (NOR) · Sture Sivertsen · Vegard Ulvang · Thomas Alsgaard · Bjørn Dæhlie | 1:41:15,4 | Finsko (FIN) · Mika Myllylä · Harri Kirvesniemi · Jari Räsänen · Jari Isometsä | 1:42:15,6 |

### Ženy
| Disciplína       | Zlato                                                                                     | Výkon     | Stříbro                                                                                       | Výkon     | Bronz                                                                                              | Výkon     |
| ---------------- | ----------------------------------------------------------------------------------------- | --------- | --------------------------------------------------------------------------------------------- | --------- | -------------------------------------------------------------------------------------------------- | --------- |
| 5 km klasicky    | Ljubov Jegorovová · Rusko (RUS)                                                           | 14:08,8   | Manuela Di Centaová · Itálie (ITA)                                                            | 14:28,3   | Marja-Liisa Kirvesniemiová · Finsko (FIN)                                                          | 14:36,0   |
| 15 km volně      | Manuela Di Centaová · Itálie (ITA)                                                        | 39:44,5   | Ljubov Jegorovová · Rusko (RUS)                                                               | 41:03,0   | Nina Gavriljuková · Rusko (RUS)                                                                    | 41:10,4   |
| 30 km klasicky   | Manuela Di Centaová · Itálie (ITA)                                                        | 1:25:41,6 | Marit Woldová · Norsko (NOR)                                                                  | 1:25:57,8 | Marja-Liisa Kirvesniemiová · Finsko (FIN)                                                          | 1:26:13,0 |
| stíhací závod    | Ljubov Jegorovová · Rusko (RUS)                                                           | 41:38,1   | Manuela Di Centaová · Itálie (ITA)                                                            | 41:46,1   | Stefania Belmondová · Itálie (ITA)                                                                 | 42:21,1   |
| štafeta 4 × 5 km | Rusko (RUS) · Jelena Välbeová · Larisa Lazutinová · Nina Gavriljuková · Ljubov Jegorovová | 57:12,5   | Norsko (NOR) · Trude Dybendahlová · Inger Helene Nybråtenová · Elin Nilsenová · Anita Moenová | 57:42,6   | Itálie (ITA) · Bice Vanzettaová · Manuela Di Centaová · Gabriella Paruzziová · Stefania Belmondová | 58:42,6   |